# Isla Cherry
Isla Cherry (en gaélico Muireach Eilean, lo que significa Isla de Murdoch; en inglés, Cherry Island) es la única isla en el lago Ness, Highland, Escocia, y es un ejemplo de un crannog. La isla está a unos 150 metros de la costa cerca del sur final del lago. La isla fue originalmente de 49 m por 51 m de ancho, pero ahora es más pequeña aún, y fue debido a que se convirtió en parte del canal de Caledonia. El aumento en el nivel del lago causó la inundación de una pequeña isla natural cercana, Isla Dog.
En la isla había un castillo durante el siglo XV, que fue construido de piedra y madera de roble y probablemente fue usado como refugio fortificado. Se ha sugerido que Isla Cherry podría haber sido un pabellón de caza.
- Datos: Q3821302
- Multimedia: Cherry Island, Loch Ness / Q3821302